# توم نولان
توم نولان (بالإنجليزية: Tom Nolan)‏ (13 يونيو 1909 ببرستون في المملكة المتحدة - 1 يناير 1969) هو لاعب كرة قدم بريطاني (وحمل سابقاً جنسية المملكة المتحدة لبريطانيا العظمى وأيرلندا) في مركز الهجوم. لعب مع بريستون نورث إيند وبورت فايل وManchester Central F.C. ‏ ونادي برادفورد بارك أفنيو.